# 鈴鹿郡
鈴鹿郡为過去位於日本三重縣北部的郡，已於2005年1月11日因無管轄町村而被廢除。
在1896年成立時的轄區包括現在的龜山市大部分地區、鈴鹿市北半部地區、四日市市南部小部分地區、伊賀市東北部小部分地區。

## 歷史
過去在令制國時代屬於伊勢國，曾經是伊勢國國府所在地；13世紀後，伊勢平氏的關氏在此建立了龜山城，17世紀江戶時代後由關一政在此建立伊勢龜山藩。
江戶時代鈴鹿郡的大部分區域成為伊勢龜山藩的領地，另有少數區域屬於神戶藩、津藩、久居藩、伊勢神宮領及幕府直屬領，其中幕府領及伊勢神宮領則由位於北側近江國甲賀郡的信樂代官所管理。
19世紀末明治維新後，伊勢神宮領地及由信樂代官所管理的區域先後改由大津裁判所、大津縣、度會縣管轄；1871年實施廢藩置縣後，其餘原本屬於各藩的區域則改隸屬龜山縣、神戶縣、津縣及久居縣，直到1872年第一次府縣整併後鈴鹿郡內的區域才全數劃入安濃津縣，三個月後安津濃縣更名為三重縣。
在1879年實施郡區町村編製法時，正式的設置了近代的行政區劃「鈴鹿郡」，並在龜山城下（位於現在的龜山市）設置「鈴鹿郡役所」。

### 沿革

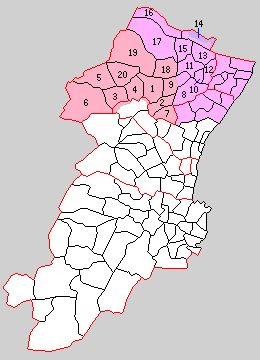
1889年鈴鹿郡轄下的行政區劃：
1.龜山町、2.槇尾村、3.關町、4.神邊村、5.坂下村、6.加太村、7.晝生村、8.國府村、9.井田川村、10.庄野村、11.高津瀨村、12.牧田村、13.石藥師村、14.久間田村、15.深伊澤村、16.椿村、17.庄內村、18.川崎村、19.野登村、20.白川村
（紫色：現屬四日市市、桃色：現屬鈴鹿市、紅色：現屬龜山市）

- 1889年4月1日：實施町村制，鈴鹿郡則下設：龜山町（日语：亀山町）、槇尾村（日语：槇尾村）、關町（日语：関町）、神邊村（日语：神辺村）、坂下村（日语：坂下村 (三重県)）、加太村（日语：加太村）、晝生村（日语：昼生村）、國府村（日语：国府村 (三重県)）、井田川村（日语：井田川村）、野村、高津瀨村（日语：高津瀬村）、牧田村（日语：牧田村 (三重県)）、石藥師村（日语：石薬師村）、久間田村（日语：久間田村 (三重県)）、深伊澤村（日语：深伊沢村）、椿村（日语：椿村 (三重県)）、內村、川崎村（日语：川崎村 (三重県)）、野登村（日语：野登村）、白川村（日语：白川村 (三重県)）。（2町18村）
- 1897年9月1日：實施郡制（日语：郡制）。
- 1908年4月1日：龜山町和槇尾村合併為新設立的龜山町（日语：亀山町）。（2町17村）
- 1923年4月1日：廢除郡會和郡參事會。
- 1926年7月1日：廢除郡役所，此後郡不再作為行政區劃，只作為地名的表示。
- 1942年12月1日：國府村、庄野村、高津瀨村、牧田村、石藥師村和河藝郡白子町（日语：白子町 (三重県)）、神戶町（日语：神戸町 (三重県)） 、稻生村（日语：稲生村 (三重県)）、飯野村（日语：飯野村 (三重県)）、河曲村（日语：河曲村）、一之宮村（日语：一ノ宮村 (三重県)）、箕田村（日语：箕田村 (三重県)）、玉垣村（日语：玉垣村）、若松村（日语：若松村 (三重県)）合併為鈴鹿市[2]，同時脫離鈴鹿郡的管轄。（2町12村）
- 1954年10月1日：龜山町、晝生村、井田川村、川崎村、野登村合併為龜山市[3]，同時脫離鈴鹿郡的管轄。（1町8村）
- 1955年2月1日：（1町6村）
  - 神邊村被廢除，轄區分別被併入關町和龜山市。
  - 白川村被廢除，轄區分別被併入關町和龜山市。
- 1955年4月17日：關町、坂下村、加太村合併為新設立的關町。（1町4村）
- 1956年8月1日：關町的部分區域被併入阿山郡柘植町（日语：柘植町）。
- 1956年9月30日：（1町2村）
  - 深伊澤村和內村合併為鈴峰村（日语：鈴峰村）。
  - 久間田村和椿村合併為三鈴村（日语：三鈴村）。
- 1957年4月15日：三鈴村被廢除，轄區分別被併入四日市市和鈴鹿市。[2]（1町1村）
- 1957年6月15日：鈴峰村和鈴鹿市調整之間的邊界，交換了部分轄區。[2]
- 1958年4月1日：安藝郡藝濃町（日语：芸濃町）的萩原、福德地區被併入關町。
- 1967年4月1日：鈴峰村被併入鈴鹿市。[2]（1町）
- 2005年1月11日：關町和龜山市合併為新設立的龜山市[3]，同時鈴鹿郡因無管轄町村而被廢除。

### 變遷表
| 1889年4月1日          | 1889年 - 1912年             | 1912年 - 1944年             | 1945年 - 1954年            | 1955年 - 1989年            | 1955年 - 1989年            | 1955年 - 1989年            | 1989年 - 現在              | 現在                       |
| --------------------- | --------------------------- | --------------------------- | -------------------------- | -------------------------- | -------------------------- | -------------------------- | -------------------------- | -------------------------- |
| 久間田村              | 久間田村                    | 久間田村                    | 久間田村                   | 久間田村                   | 1956年9月30日 合併為三鈴村 | 1957年4月15日 併入四日市市 | 1957年4月15日 併入四日市市 | 1957年4月15日 併入四日市市 |
| 久間田村              | 久間田村                    | 久間田村                    | 久間田村                   | 久間田村                   | 1956年9月30日 合併為三鈴村 | 1957年4月15日 併入鈴鹿市   | 鈴鹿市                     | 鈴鹿市                     |
| 椿村                  |                             |                             |                            |                            | 1956年9月30日 合併為三鈴村 | 1957年4月15日 併入鈴鹿市   | 鈴鹿市                     | 鈴鹿市                     |
| 國府村                | 國府村                      | 1942年12月1日 合併為鈴鹿市  | 1942年12月1日 合併為鈴鹿市 | 1942年12月1日 合併為鈴鹿市 | 1942年12月1日 合併為鈴鹿市 | 1942年12月1日 合併為鈴鹿市 | 鈴鹿市                     | 鈴鹿市                     |
| 野村                  |                             | 1942年12月1日 合併為鈴鹿市  | 1942年12月1日 合併為鈴鹿市 | 1942年12月1日 合併為鈴鹿市 | 1942年12月1日 合併為鈴鹿市 | 1942年12月1日 合併為鈴鹿市 | 鈴鹿市                     | 鈴鹿市                     |
| 高津瀨村              |                             | 1942年12月1日 合併為鈴鹿市  | 1942年12月1日 合併為鈴鹿市 | 1942年12月1日 合併為鈴鹿市 | 1942年12月1日 合併為鈴鹿市 | 1942年12月1日 合併為鈴鹿市 | 鈴鹿市                     | 鈴鹿市                     |
| 牧田村                |                             | 1942年12月1日 合併為鈴鹿市  | 1942年12月1日 合併為鈴鹿市 | 1942年12月1日 合併為鈴鹿市 | 1942年12月1日 合併為鈴鹿市 | 1942年12月1日 合併為鈴鹿市 | 鈴鹿市                     | 鈴鹿市                     |
| 石藥師村              |                             | 1942年12月1日 合併為鈴鹿市  | 1942年12月1日 合併為鈴鹿市 | 1942年12月1日 合併為鈴鹿市 | 1942年12月1日 合併為鈴鹿市 | 1942年12月1日 合併為鈴鹿市 | 鈴鹿市                     | 鈴鹿市                     |
| 深伊澤村              | 深伊澤村                    | 深伊澤村                    | 深伊澤村                   | 深伊澤村                   | 1956年9月30日 合併為鈴峰村 | 1967年4月1日 併入鈴鹿市    | 鈴鹿市                     | 鈴鹿市                     |
| 內村                  |                             |                             |                            |                            | 1956年9月30日 合併為鈴峰村 | 1967年4月1日 併入鈴鹿市    | 鈴鹿市                     | 鈴鹿市                     |
| 龜山町                | 1908年4月1日 合併為龜山町。 | 1908年4月1日 合併為龜山町。 | 1954年10月1日 合併為龜山市 | 1954年10月1日 合併為龜山市 | 龜山市                     | 龜山市                     | 2005年1月11日 合併為龜山市 | 2005年1月11日 合併為龜山市 |
| 槇尾村                | 1908年4月1日 合併為龜山町。 | 1908年4月1日 合併為龜山町。 | 1954年10月1日 合併為龜山市 | 1954年10月1日 合併為龜山市 | 龜山市                     | 龜山市                     | 2005年1月11日 合併為龜山市 | 2005年1月11日 合併為龜山市 |
| 晝生村                |                             |                             | 1954年10月1日 合併為龜山市 | 1954年10月1日 合併為龜山市 | 龜山市                     | 龜山市                     | 2005年1月11日 合併為龜山市 | 2005年1月11日 合併為龜山市 |
| 井田川村              |                             |                             | 1954年10月1日 合併為龜山市 | 1954年10月1日 合併為龜山市 | 龜山市                     | 龜山市                     | 2005年1月11日 合併為龜山市 | 2005年1月11日 合併為龜山市 |
| 川崎村                |                             |                             | 1954年10月1日 合併為龜山市 | 1954年10月1日 合併為龜山市 | 龜山市                     | 龜山市                     | 2005年1月11日 合併為龜山市 | 2005年1月11日 合併為龜山市 |
| 野登村                |                             |                             | 1954年10月1日 合併為龜山市 | 1954年10月1日 合併為龜山市 | 龜山市                     | 龜山市                     | 2005年1月11日 合併為龜山市 | 2005年1月11日 合併為龜山市 |
| 神邊村                | 神邊村                      | 神邊村                      | 神邊村                     | 1955年2月1日 併入龜山市    | 龜山市                     | 龜山市                     | 2005年1月11日 合併為龜山市 | 2005年1月11日 合併為龜山市 |
| 白川村                |                             |                             |                            | 1955年2月1日 併入龜山市    | 龜山市                     | 龜山市                     | 2005年1月11日 合併為龜山市 | 2005年1月11日 合併為龜山市 |
| 1955年2月1日 併入關町 | 1955年4月17日 合併為關町    | 1955年4月17日 合併為關町    |                            |                            |                            |                            | 2005年1月11日 合併為龜山市 | 2005年1月11日 合併為龜山市 |
| 關町                  | 1955年4月17日 合併為關町    | 1955年4月17日 合併為關町    |                            |                            |                            |                            | 2005年1月11日 合併為龜山市 | 2005年1月11日 合併為龜山市 |
| 坂下村                | 1955年4月17日 合併為關町    | 1955年4月17日 合併為關町    |                            |                            |                            |                            | 2005年1月11日 合併為龜山市 | 2005年1月11日 合併為龜山市 |
| 加太村                | 1955年4月17日 合併為關町    | 1955年4月17日 合併為關町    |                            |                            |                            |                            | 2005年1月11日 合併為龜山市 | 2005年1月11日 合併為龜山市 |